# Simpang Gambir
Simpang Gambir is een bestuurslaag in het regentschap Mandailing Natal van de provincie Noord-Sumatra, Indonesië. Simpang Gambir telt 4091 inwoners (volkstelling 2010).